# Sensività
Sensività (від італ. Sensitività — чуттєвість, чутливість) — італійсько-іспанський кінофільм 1979 року, еротична драма з елементами готики та джалло, поставлена режисером Енцо Дж. Кастелларі з італійською акторкою Леонорою Фані та іспанською акторкою Патрісією Адріані в головних ролях, а також відомими італійськими акторами Вінсентом Гарделія та Катеріною Боратто у другорядних ролях. В основі сюжету — історія про студентку Ліліан, яка, повернувшись в рідне місто, потрапляє в загадкову історію: усі чоловіки, з якими в неї був секс, помирають. До того ж головна героїня дізнається, що в неї є сестра й вони походять з давнього відьомського роду.
Існує дві версії фільму: оригінальна, знята у 1979 році за участі режисера Кастелларі та головної акторки Фані, та перемонтована версія 1986 року під назвою «Кі́ра: Буди́нок бі́ля о́зера» (англ. Kira: The House Near the Lake) в міжнародному прокаті, над якою працював італійський режисер Альфонсо Брешіа на замовлення власника авторських прав, італійської компанії New Pentax. Друга версія має деякі сюжетні відмінності, зокрема, було прибрано чи змінено багато еротичних сцен у фільмі, натомість додано вставки у стилі американських слешерів, щоб надати фільму більшої подібності до фільмів жахів.

## Сюжет
Через багато років студентка Ліліан (Леонора Фані) повертається до рідного містечка, щоб працювати над дисертацією з історії середньовіччя. Вона переїжджає в сімейний будинок, старий особняк біля озера, де померла її мати, коли Ліліан біла малою. У батьківському будинку все ще живуть двоє літніх слуг і незнайома дівчина Ліліт (Патрісія Адріані). Містечко просякнуте забобонами, а місцеві жителі досі згадують легенду про стару відьму Кіру (Катеріна Боратто). Ліліан знайомиться з місцевими юнаками. Вона кохається з Хав'єром, потім з Мігелем і втрачає свідомість в момент оргазму. У той час Ліліт відчуває те саме почуття.

Едоардо (Солдаті) та Ліліан (Фані)

Незабаром після цього обидва коханці Ліліан із незрозумілих причин помирають, і містяни звинувачують дівчину в тому, що вона зачарувала громаду. Комісаріат починає розслідування.
Ліліан дізнається правду завдяки старому художнику (Вінсент Гарденія), який розкриває таємницю про її минуле: вони з Ліліт — рідні сестри, пов'язані не тільки кровно, а й магічно. Одночасна присутність в містечку Ліліан і Ліліт, сестри, якої вона ніколи не знала, спричинила пробудження духу Кіри, божества, а також їхньої пращурки. Обидві сестри отримали від своїх предків-відьом таємничий «подарунок», завдяки якому вони, одночасно насолоджуючись під час оргазму, вмирають і воскресають, але їхні партнери також помруть.
У село приїжджає хлопець Ліліан Едоардо (Вольфанго Солдаті), але він не може врятувати її від жахливої долі. Адже Ліліт, змушена жити всі ці роки покинутою, затаївши образу та заздрість до сестри, зовсім не рада її поверненню додому та нападає на Ліліан, починаючи бійку, в результаті якої вони обидві помирають.

## Знімальна група

### Акторський склад
| Актор               | Роль                                | В оригіналі        |
| ------------------- | ----------------------------------- | ------------------ |
| Леонора Фані        | Ліліан                              | Lilian             |
| Патрісія Адріані    | Ліліт, сестра Ліліан                | Lilith             |
| Вінсент Гарденія    | старий художник                     | pittore anziano    |
| Вольфанго Солдаті   | Едоардо, хлопець Ліліан             | Edoardo            |
| Катеріна Боратто    | Кіра, відьма                        | Kira               |
| Антоніо Маянс       | Мігель, письменник, коханець Ліліан | Miguel, scrittrice |
| Марта Флорес        | Марта, тітка Ліліан                 | Marta              |
| Массімо Ванні       | Алекс                               | Alex               |
| Луїс Індуні         | Мануель, батько Ліліан              | Manuel             |
| Хосе Санчес         | Хасінто                             | Jacinto            |
| Моніка Гарсія       |                                     |                    |
| Енцо Дж. Кастелларі | детектив                            | detective          |
| Альберто Сквіланте  | Хав'єр, коханець Ліліан             | Javier             |
| Франциско Порсель   | Карлос                              | Carlos             |
| Бернард Серай       | Карлос                              | Carlos             |
| Хуан Трухільо       | Енріке                              | Enrique            |
| Луїс Моліна         | парафіяльний священик               | parroco            |
| Ксав'єр Сала        | Ксеві                               | Xevi               |

### Основний творчий колектив
- Режисер: Енцо Дж. Кастелларі[it];
- Сценарій: Хосе Марія Нуньєс[es], Лейла Бонджорно;
- Оператор-постановник: Алехандро Уллоа[de];
- Музика: Мауріціо[it] та Гвідо де Ангеліс[it];
- Монтаж: Джанфранко Амікуччі;
- Художник: Коррадо Ріцеркато, в іспанській версії Леон Ревуельта.

### Зйомки
- Артдиректор: Хайме Перес Куберо;
- Макіяж: Джорджио Мендірі;
- Помічники макіяжу: Кармен Менчала, Ліна Квероль;
- Зачіски: Фернандо Перес Собріно;
- Помічники режисера: Рокко Лерро, Федеріко Канудас;
- Другі помічники режисера: Хосе Малла, Франсіско Гутьєррес;
- Оператор: Джованні Бергаміні;
- Асистент оператора: Джованні Бонівенто;
- Асистент монтажу: Алессандро Габріеле, Марія Луїза Піно[es];
- Другі помічники монтажу: Роберто Амікуччі, Стефано Курті;
- Спецефекти: Альфредо Сеговіано;
- Столяр: Августін Гаспар;
- Звук: Петро Ортолані;
- Монтаж звуку: Джанні д'Аміко;
- Керівник сценарію: Ізабель Мулла, Марія Піа Рокко;
- Титри: Альфіо Менікіні.

### Постпродукція
- Продюсер: Родольфо Путіньяні;
- Виконавчий продюсер: Пітер Сассаролі;
- Продакшен-менеджер: Дієго Алькімеде, в іспанській версії Луїс Ерреро;
- Асистент продакшену: Хайме Фуентес[1].

## Виробництво

### Розробка та зйомки
Мій лікар дружив з цією дитиною [Санчесом], кіноманом, який не міг потрапити в кіно. Тому я сказав йому відправити хлопця до Safa Palatino, де я монтував фільм. Санчес був дуже милим, дуже ввічливим, розумним, культурним, і тому я почав вчити його, як писати історію, сценарій, і взяв його своїм помічником. Одного разу він приніс мені історію, яку я попросив його написати — оскільки він дуже добре це вміє — і сказав мені, що закінчує сценарій для іспанського продюсера, фільму, який зніматимуть на Коста-Браві. «Про що?» «Ну, це історія про спіритизм…» «Хто режисер?» «Іспанець…» «Будь ласка, я зніму його! Підписувати не буду, але зніму! Я їду на Коста-Брава!» … Це було чудове свято…

My doctor was friends with this kid, a movie buff, who could not manage to get into the movie biz. So I told him to send the kid to Safa Palatino, where I was editing a film. Sanchez was very cute, very polite, intelligent, cultured, and so I started teaching him how to write a story, a script, and took him as my assistant. One day he brought me a story that I had asked him to write—since he was very good at that— and told me he was finishing a script for a Spanish producer, a movie to be shot in Costa Brava. “What’s it about?” “Well, it’s a story about spiritism… ” “Who’s directing it?” “A Spanish guy…” “Please, I’m shooting it! I won’t sign it but I’m going to shoot it! I’m coming to Costa Brava!” … It was a beautiful holiday…

Режисером фільму вважається Енцо Дж. Кастелларі, хоча він не брав участі у створенні всіх релізів кінокартини, а лише першого. Як згадував сам Кастелларі, він був запрошений до виробництва фільму по дружбі, іспанським режисером-початківцем Хосе Санчесом.
Слова Кастелларі розходяться з титрами фільму, згідно з якими сценарій написав Хосе Марія Нуньєс, сценарист і режисер, який працював у кінобізнесі ще з 1950-х років. На думку італійського кінокритика Роберто Курті, ймовірніше за все Нуньєс став асистентом режисера, до того ж Хосе Санчес, про якого казав Кастелларі, насправді з'явився у фільмі лише як актор у другорядній ролі. Нуньєс був трансгресивним режисером-анархістом, членом авангардистської Барселонської школи, групи режисерів, які зробили революцію в іспанському кіно 1960-х. Після заборони цензурою фільму «Сексуальний досвід» (ісп. Sexperiencias) 1968 року, Хосе Марія не міг знімати кіно близько 7-ми років. Проте Sensività, попри вплив Нуньєса, має художні риси, притаманні раннім фільмам Кастелларі.
Режисер зібрав акторський склад навколо головної героїні Ліліан, яку зіграла 25-річна Леонора Фані, що була на той час на піку своєї недовгої слави секс-символа. Актора Вінсента Гарденію було запрошено на другорядну роль художника режисером, адже вони вже працювали разом у фільмі «Великий рекет» (італ. Il grande racket) 1976 року. Також за запрошенням режисера до акторського складу долучилися Вольфанго Солдаті й іспанці Патрісія Адріані та Антоніо Маянс.

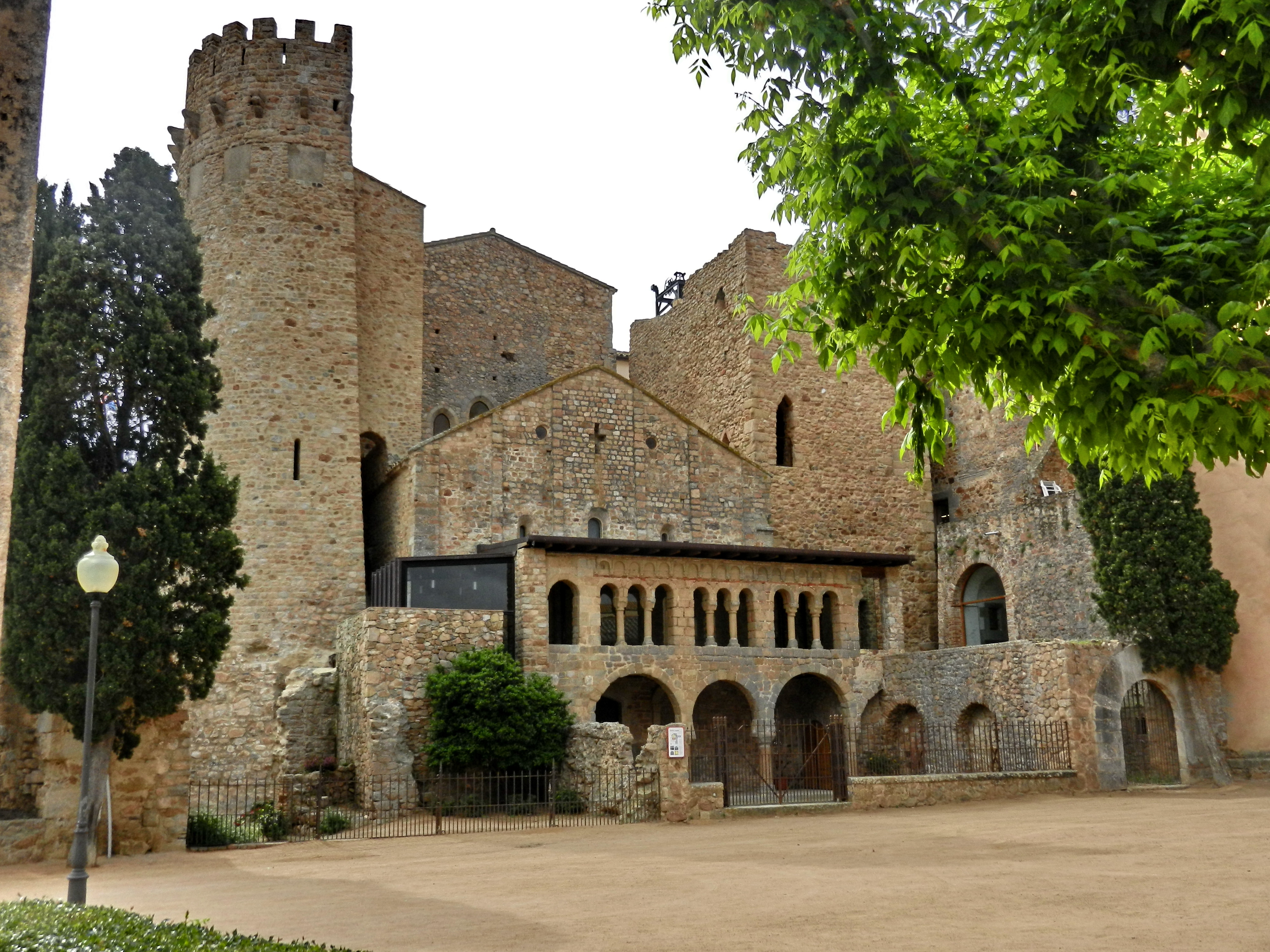
Монастир Сан-Фаліу-да-Ґішулс, що виступив будинком Ліліан у фільмі

Фільмування почалося у серпні 1978 року на Коста-Браві, але закінчилися гроші, і його довелося відкласти. Через деякий час зйомки були відновлені, і дистриб'ютор Родольфо Путіньяні, що інвестував у фільм разом зі своєю компанією Cinezeta, вигадав абсурдну назву «Sensività», слова, що не існує в італійській мові (правильний термін був би Sensitività — чуттєвість, чутливість).
Бернард Серай, який зіграв у фільмі невелику роль, згадував, що під час зйомок було багато проблем, було постійне протистояння між режисером та акторським складом. Він нарікав на те, що Кастелларі часто ображав і багато кричав на акторів. Проблем додавало й те, що частина акторського складу розмовляла іспанською. Кастелларі, який спочатку не хотів підписувати фільм своїм ім'ям, сказали, що воно потрібне для збору необхідних коштів. За взаємною згодою він зобов'язався, що подбає про постпродукцію, але після завершення зйомок виникли додаткові проблеми.
Коли я почав редагувати фільм, виникли проблеми з розповсюдженням, і все було перервано назавжди… потім вони продовжили працювати над ним, я маю на увазі Путіньяні та його колегу Курті [Стефано Курті — другий помічник монтажера], і закінчили це по-своєму. Але моє ім'я режисера залишилося.
оригінальний текст (англійська)
When I started editing the film there were problems with the distribution and everything was interrupted for good … afterwards they continued working on it, I mean Putignani and his associate Curti, and finished it their own way. But my name as director stayed.

— спогади Енцо Дж. Кастелларі, 

### Теорія про участь Хесуса Франко у зйомках
Сюжет Sensività перегукується з сюжетом фільму Хесуса Франко «Портрет Доріани Ґрей» (фр. Le portrait de Doriana Gray) 1976 року, і в цьому відношенні виникла певна плутанина щодо того, чи насправді метр іспанського кіно брав участь у зйомках. Ім'я Франко назвав Серай:
Що я можу вам сказати, так це те, що поруч часто був, і в певні моменти, якщо він не став режисером, то мав це зробити, дуже відомий іспанський режисер: Джесс Франко. Тому було не дуже зрозуміло, що він там робить, раптом як продюсер, чи раптом… Все одно. Однак, звісно, у всіх трьох сценах, де я знімався, оскільки мій персонаж був дуже другорядним, Кастелларі керував мною.
оригінальний текст (англійська)
What I can tell you is that there was often around, and, in certain moments, if he did not direct it he had to do with it, a very wellknown Spanish director: Jess Franco. Therefore it was not very clear what he was doing around there, suddenly as a producer, or suddenly… . Anyway. However, of course, in all the three sequences which I did, as my character was very minor, Castellari directed me.

— спогади Бернарда Серая, 
Крім Серая участь Франко більше ніхто не підтверджував, та й сам актор в інтерв'ю щодо фільму часто помилявся. Наприклад, Бернард стверджував, що частина фільму була знята на Канарських островах, точніше на Тенеріфе, хоча він не пам'ятав, чи це було в Санта-Крусі, чи в ла-Лагуні. Слова Серая також заперечував іспанський актор Антоніо Маянс, що зіграв у Sensività письменника Мігеля, а після — став «правою рукою» Хесуса Франко у багатьох фільмах. Маянс стверджував, що зйомки відбувалися в Барселлоні та Сан-Фаліу-да-Ґішулс, до того ж він взагалі ставив під сумнів особисте знайомство Кастелларі з Франко.

### Версії фільму
Оригінальна версія Енцо Дж. Кастелларі, яка збереглася в старому швейцарському VHS-релізі, відредагованому компанією New Pentax, тривала біля 98 хвилин. Також існувала 96-хвилинна версія, передана до італійської цензорської комісії. Власне, саме ця версія була випущена на екрани кінотеатрів. Вона погано розповсюджувалась і незабаром безслідно зникла. Кілька років потому фільм знову з'явився на домашньому відео: New Pentax Film, власник прав, випустив нову версію під назвою «Кіра — володарка озера» (італ. Kyra - La signora del lago), яка триває лише 77 хвилин. Дистрибуцією зайнялася інша італійська компанія — Video Kineo. Нова перемонтована версія була змінена режисером Альфонсо Брешіа у 1980-х роках, а замість головної героїні, яку зіграла Леонора Фані, було запрошено дублера. Для деяких з нових сцен, де не участь Фані, використовувалися стандартні прийоми: схожий одяг і реквізит, зйомка під кутом, з якого не видно обличчя тощо. Кастелларі до перевипуску фільму не мав жодного відношення й жорстко його розкритикував.

## Характеристика

Героїня Фані на мотоциклі

Окрім еротичних сцен і горору, фільм торкався ще й чутливої для італійського католицького суспільства теми окультної одержимості. Sensività — це переосмислення проблем і тем, типових для готичного жанру. Прочитання готики в еротичному ключі, створене у зв'язку з послабленням італійської сексуальної цензури.
Героїня Фані, Ліліан, нагадує героїню, яка їде на мотоциклі в романі Андре П'єра де Мандьярґа «Мотоцикл» (фр. La Motocyclette) 1963 року (1968 року за романом було знято еротичну романтичну драму «Дівчина на мотоциклі» (англ. The Girl on a Motorcycle)). Непритомність в момент оргазму — це жіночий варіант того, що Жорж Батай назвав «маленька смерть» (фр. la petite mort). Ліліан — своєрідна самиця богомола, що вбиває самця у варіації теми vagina dentata («зубастої вагіни»): «Ти помираєш і повертаєшся до життя… твоя власна природа захищає тебе від продовження роду» — слова старого художника, якого грає Вінсент Гарденія.
Суть фільму зосереджена на темі подвійності між двома головними героями: тоді як Ліліан є цивілізованою та розкутою, Ліліт, яку грає іспанська акторка Патрісія Адріані, уособлює звірячість і примітивність (названа на честь демониці Ліліт з єврейської міфології, що несе з собою ганьбу, хвороби та смерть). Вони взаємодоповнюють одна одну до точки обміну оргазмами, й їхнє остаточне зіткнення призводить до сапфічних обіймів, що закінчуються возз'єднанням, зокрема фізичним, за допомогою дерев'яного шматка пентакля, який героїні використовують як подвійний фалос.

Сцена появи відьми Кіри (Катеріна Боратто)

### Операторська робота
Стиль Енцо Кастелларі присутній у фільмі з перших кадрів, а саме зі сцени мотоциклетних перегонів на пляжі та в лісі за участю Ліліан і місцевих молодиків. Цей епізод фільму знятий таким чином, ніби для одного з poliziotteschi Кастелларі, не в останню чергу через використання уповільненої зйомки. Останній трюк також присутній у флешбеках з м’яким фокусом, де фігурує Ліліан у дитинстві. Такий ефект режисер використовував у фільмі «Поліція звинувачує, закон виправдовує» (італ. La polizia incrimina, la legge assolve) 1973 року під час сцени між комісаром Беллі (його грав Франко Неро), коханкою та маленькою донькою. Обидва фільми були зняті іспанським оператором Алехандро Уллоа.
Ще один характерний момент фільму — сцена спокушання на мотоциклі між Ліліан (Фані) та Мігелем (Маянс). Візуальна частина сцени переносить фільм на території, схожі на роботи Жана Роллена, і надає Sensività моторошного відчуття, яке відрізняє його від інших готичних фільмів, знятих в Італії в той період. Це підкреслює обраний ландшафт місць Коста-Брава, таке як монастир Сан-Фаліу-да-Ґішулс, що використовувався як будинок Ліліан.
Кастелларі реалізував, один зі своїх операторських прийомів, який полягає у зніманні постільних сцен навпроти яскравого джерела світла (такий же підхід він використав у сцені сексу Шеррі Б'юкенен і Патриції Веблі в одному з попередніх своїх фільмів, «Шлях наркотиків» (італ. La via della droga) 1977 року). У Sensività режисер використав цей прийом під час зйомки постільної сцени на кладовищі. Окремо слід відзначити сцену моторошної появи відьми Кіри (Катеріна Боратто), яку вперше побачили як обличчя, виліплене на могилі, і потім як фігуру, що шпигує за Ліліан та її супутником.

### Відмінності версій фільму

Кульмінаційна сцена. Ліліан (ліворуч, Леонора Фані) та Ліліт (Патрісія Адріані)

Оригінальна Sensività Кастелларі була зроблена з особливою увагою до еротичних сцен, які час від часу були дуже яскравими, хоча режисер не часто знімав еротичне кіно. У другій версії кінокартини Альфонсо Брешіа більше сконцентрував увагу на горорі, тож «під ніж» потрапив ряд еротичних та інших сцен: замінено вступ й епілог, вирізано багато кіноплівки.
Перша ж вступна сцена була змінена Брешіа. Якщо в оригіналі історія про те як померла мати Ліліан (Леонори Фані) розповідається акторами, то у другому варіанті присутня сцена з жінкою, що пливе на човні в озері. На неї нападає та вбиває «таємнича рука», яка виходить з води; маленька донька (Ліліан), не помічаючи зниклої матері, продовжує гратися з іграшковим мотоциклом і вже опісля починається «урізана» сцена мотоциклетних перегонів (з того моменту, коли Ліліан знімає шолом і грайливо каже: «Юуу»). Також було вирізано грайливий діалог про «обдарованих самців» Ліліан з сільськими хлопцями, а боротьба між Едоардо (Вольфанго Солдаті) та місцевою молоддю зведена до кількох кадрів, які накладаються на кульмінаційну бійку Ліліан і Ліліт.
Натомість додані сцени іноді виглядають неоковирно. Зокрема моменти, коли руки мерців хапають за ногу дублера Фані у стилі зомбі-фільмів. Або спроби перетворити стрічку на справжній фільм жахів у стилі «Сяйва» Кубрика: після прибуття Ліліан до її старого будинку героїню переслідує (у зовсім іншому місці) фігура в капюшоні з сокирою й починає ламати двері, за якими ховається дівчина. Цей момент ніде більше не згадується у фільмі, але «фігура з сокирою» ненадовго знову з'являється і раптово зникає ближче до кінця, перед зустріччю Ліліан із Карлосом на порожньому складі. Кадри Брешіа знову з'являються під час сцени на кладовищі, коли «жахлива рука» виходить із могили та хапає ногу Ліліан (дублера Фані), а також у сцені смерті Мігеля (Маянса), коли ця ж рука вбиває хлопця.
Один з найеротичніших моментів фільму — коли Ліліан, втікши зі спіритичного сеансу, кохається з хлопцем біля озера. Після мастурбації партнеру Ліліан та хлопець лягають на траву і продовжують статевий акт. Однак у монтажі Кастелларі Ліліан, перш ніж піднятися, робить довгу і повільну феляцію, зняту середнім планом. Натомість у «горор-версії» ця частина була замінена обіймами.
Драматичною й еротичною кульмінацією фільму стала сцена боротьби Ліліант і Ліліт, яка так само була докорінним образом змінена Брешіа. За нею, після того, як сестри побили одна одну до смерті, героїня Адріані зомліває від удару дерев'яним пентаклем відьми. Потім героїня Фані підіймає руки, щоб завдати останній удар, вона на мить вагається, після чого відбувається вибух каністри з бензином, який вбиває її у вогні разом із Ліліт. В оригінальній версії фільму боротьба сестер продовжується сценою сексу між ними: Ліліан підіймає дерев'яний пентакль, готова завдати останній удар, але змінює думку і розбиває об'єкт об дерево, отримуючи вигнутий уламок пентаграми. Сидячи на Ліліт, Ліліан зриває з неї білизну і ґвалтує предметом, використовуючи його як фалоімітатор. Закінчується сцена пристрасним коханням жінок з використанням уламка від пентакля, поки врешті оргазм обох героїнь не сягає найвищої точки, в якій стається катарсичний вибух каністри.
Останнім моментом пізньої версії натомість зображується «палаюча рука» в озері, що втопила матір сестер, вона палає та назавжди опускається вниз.

## Прокат
Оригінальна версія Кастелларі
В Італії фільм виходив в прокат під назвою — італ. Sensività, в Іспанії — ісп. Diabla. Паралельна назва італійською — італ. L'ultima casa vicina al lago. Також мали місце оригінальні назви:
- Іспанія — кат. Diabla - La seniora del lac (Каталонія, на кабельному телебаченні);
- США — англ. The Last House Near the Lake;
- США,  Канада — англ. The House by the Edge of the Lake;
- Велика Британія — англ. Witch of the Lake;
- Франція — фр. La diablesse.

Фільм вийшов в прокат в Італії та Іспанії:
- Італія — 28 вересня 1979 року, 8 липня 1980 року (Мілан);
- Іспанія — 11 липня 1980 року.

Головною дистриб'юторською компанією в Італії стала Alpherat Orange.
Пізня версія Брешіа
Найпоширенішою версією фільму, є стрічка, що була перемонтована у 1980-х роках режисером Альфонсо Брешіа на замовлення кінокомпанії Video Kineo. Вона розповсюджувалася для домашнього відео.
- Міжнародна назва — англ. Kyra та англ. Kira: The House Near the Lake;
- Італія — італ. Kira, італ. Kyra - La signora del lago;
- США — англ. Devil's Encounter;
- Франція — фр. Sorcière de dieu (на DVD);
- Туреччина — тур. Göl Kenarındaki Ev.

Фільм вийшов в Іспанії на телебаченні 19 травня 1989 року.
Головними дистриб'юторськими компаніями другої версії стали New Pentax Productions і Video Kineo.

## Критика

Енцо Дж. Кастелларі

Режисер оригінальної версії фільму, Енцо Дж. Кастелларі, заявляв в інтерв'ю, що йому зовсім не сподобалася перероблена версія й він вийшов з кінотеатру після 6-х хвилин від початку показу. Проте, оригінальній версії він також ніколи не давав гарних оцінок. Кастелларі підкреслював, що розглядав цю стрічку не більше ніж як твір простого «технічного» виконання та «відпочинок на Коста-Брава з сім'єю».
Кінокритик і засновник італійського кіножурналу Nocturno, Давіде Пулічі, порівнюючи роботу Кастелларі та перероблену версію Брешіа, писав, що другий варіант «як і потворний, так і абсолютно безглуздий». Критик також негативно відзначив зменшення загального хронометражу кінокартини більш ніж на 10 хвилин, а також той факт, що заміна Леонори Фані «навіть віддалено не нагадує її» і суттєве зменшення еротики у фільмі: «Кіра [Kyra — La signora del lago] максимально пом'якшує еротичну сторону оригінального фільму, з огляду на його трансформацію в стереотипний горор».
Італійський кінокритик та есеїст Роберто Курті відзначав, що сюжет занадто часто покладається на пояснювальні сцени, які затягують історію, і на персонажів, які зовсім не вписуються в історію. На його думку, «іноді це питання акторської гри». Наприклад, він виділяв «неймовірну гру» Массімо Ванні та Вольфанго Солдаті, але оригінальний дубляж лише погіршував сприйняття фільму. Окрім того, участь у фільмі особисто Енцо Дж. Кастелларі у ролі детектива виглядала дещо дивно, адже суперечила решті фільму. Наприклад, гумористична зацикленість персонажа на трав'яному чаї.